# Woodstock (Georgia)
Woodstock is een plaats (city) in de Amerikaanse staat Georgia, en valt bestuurlijk gezien onder Cherokee County.

## Demografie
Bij de volkstelling in 2000 werd het aantal inwoners vastgesteld op 10.050.
In 2006 is het aantal inwoners door het United States Census Bureau geschat op 21.482, een stijging van 11432 (113,8%).

## Geografie
Volgens het United States Census Bureau beslaat de plaats een oppervlakte van
22,8 km², geheel bestaande uit land.

## Plaatsen in de nabije omgeving
De onderstaande figuur toont nabijgelegen plaatsen in een straal van 20 km rond Woodstock.